# 北宁体育大学
北寧體育大學（越南语：／*/?）是一所位于越南北寧省慈山市莊下坊的全日制公立本科大学。以培养运动员为主。

## 历史
北寧體育大學的前身为中央体育与运动学院，成立于1959年12月14日。1964年1月31日，易名为中央体育干部学院。1977年10月25日，越南体育和体育总局发布了第446/QD-ĐT号决定，将中央体育干部学院易名为慈山体育大学。
2008年2月4日，越南总理阮晉勇签署了第149/QD-TTg号决定，将该大学改名为北寧體育大學。

## 对外交流
自2006年起，北宁体育大学开始与中国广西师范大学合作培养体育硕士生和本科生。其后亦于2008年开始与广州体育学院合作培养体育硕士生。